# Penobscot (volk)

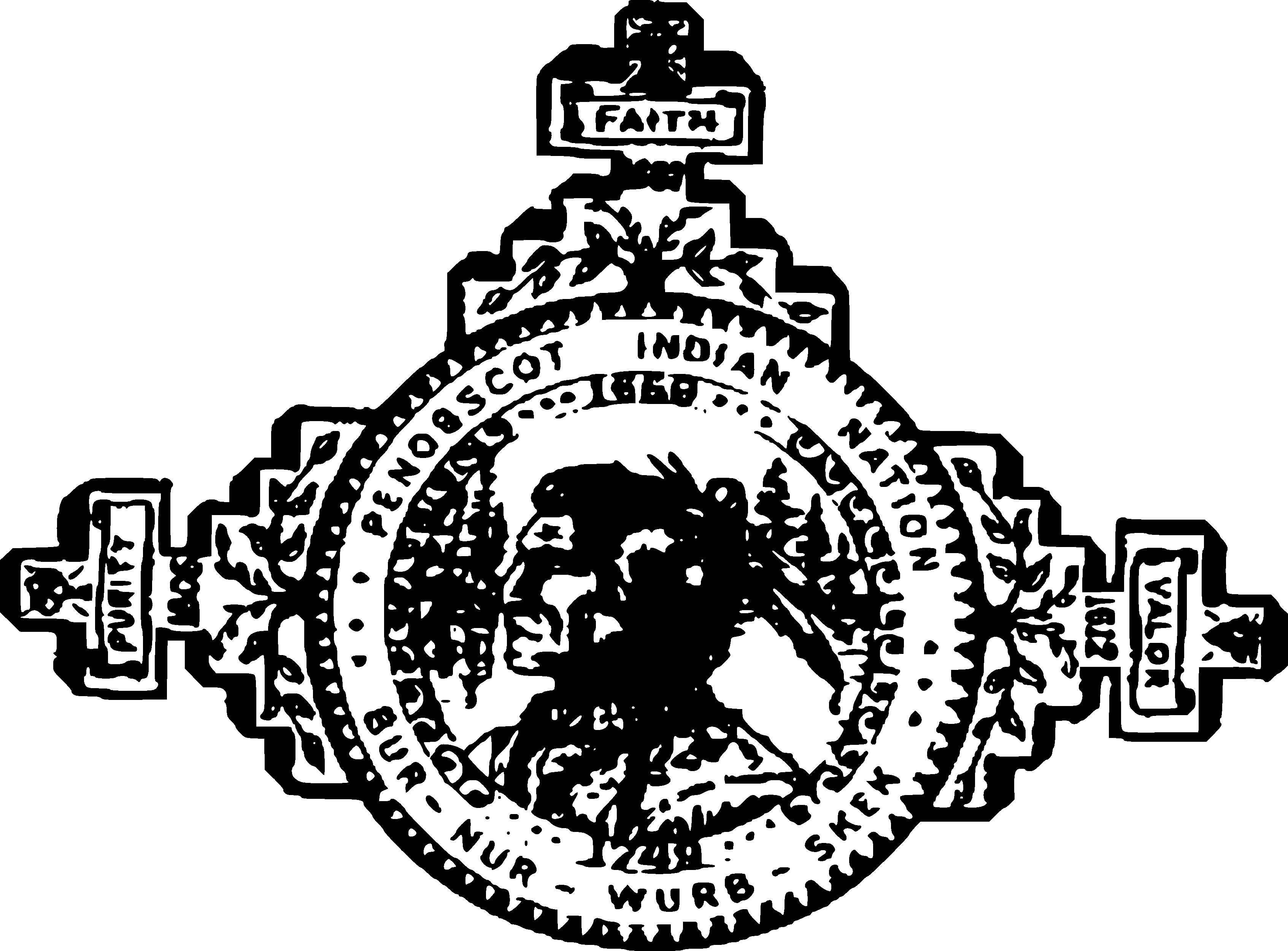
Zegel van de Penobscot Indian Nation

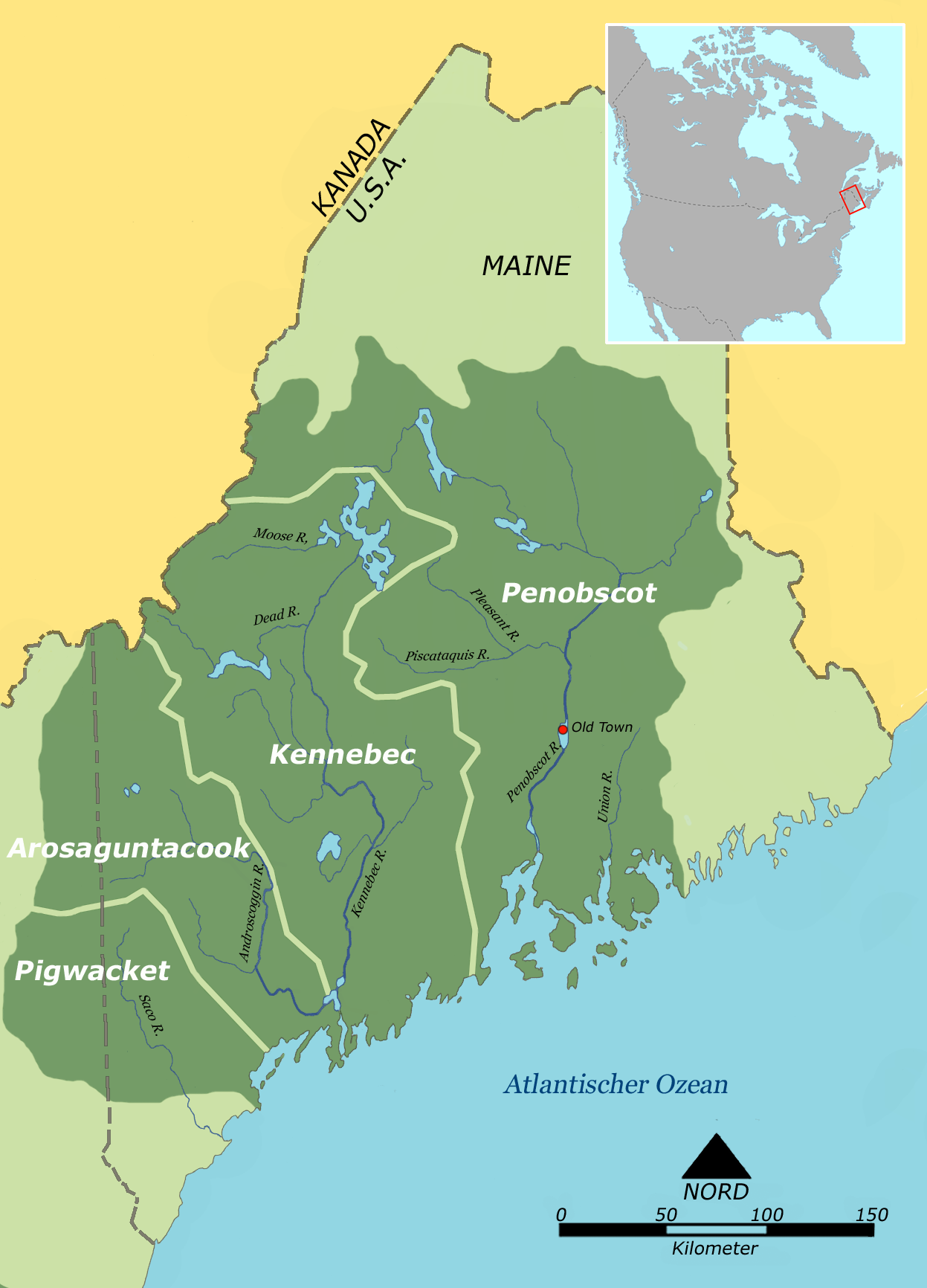
Woongebied van de oostelijke Abenaki

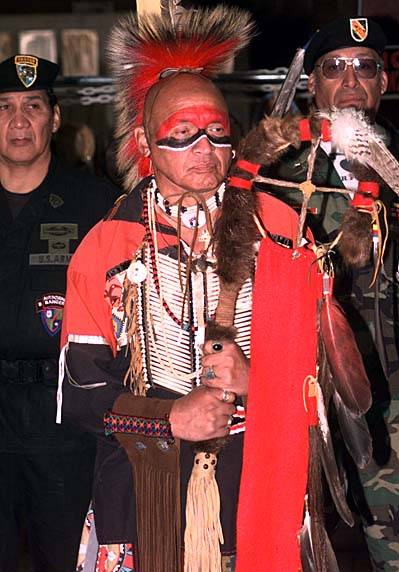
Een Abenaki in traditionele kledij

De Penobscot zijn een inheemse bevolkingsgroep aan de kust van het huidige Canada en het noordoosten van de Verenigde Staten, vooral geconcentreerd in de staat Maine.
De Penobscot waren (en zijn nog steeds) belangrijke deelnemers aan de vroegere en huidige Wabanaki Confederacy, samen met de Passamaquoddy, Maliseet en Mi'kmaq naties.
Het woord "Penobscot" komt van een verkeerde uitspraak van hun naam "Penawapskewi", die 'rotsig stuk' betekent of 'afdalende richel'. Oorspronkelijk had het betrekking op het gedeelte van de Penobscotrivier tussen Old Town en Bangor. De stam heeft de naam "Penobscot Indian Nation" aangenomen. Verder is 'Penobscot' ook de naam van het dialect van oostelijk Abenaki (een Algonkian taal), de taal van het volk van de Penobscot.